# Д́
Cette page contient des caractères spéciaux ou non latins. S’ils s’affichent mal (▯, ?, etc.), consultez la page d’aide Unicode.
Dé accent aigu (majuscule : Д́, minuscule : д́) est une lettre de l’alphabet cyrillique utilisée dans l’écriture du selkoupe de la Ket moyenne.

## Représentations informatiques
Le dé accent aigu peut être représenté avec les caractères Unicode suivants (cyrillique, diacritique), :
| formes    | représentations | chaînes de caractères | points de code | descriptions                                           |
| --------- | --------------- | --------------------- | -------------- | ------------------------------------------------------ |
| capitale  | Д́               | Д◌́                    | U+0414 U+0301  | lettre majuscule cyrillique dé diacritique accent aigu |
| minuscule | д́               | д◌́                    | U+0434 U+0301  | lettre minuscule cyrillique dé diacritique accent aigu |